# Hofpoort (Den Haag)
De Hofpoort is een van de toegangspoorten tot het Binnenhof in Den Haag. De huidige poort stamt, samen met het bijbehorende hofpoortgebouw, uit het laatste kwartaal van de 18e eeuw. Sinds de uitbreiding van de Tweede Kamer is de poort verlengd met een glazen deel dat uitkomt op de Hofplaats en de binnengelegen Schepelhal, die de voormalige hofgracht volgt, overbrugt. Hierdoor is een deel van de poort opgenomen in de binnenzijde van het Tweede Kamergebouw. 
De poort was oorspronkelijk een poort die vooral door de keuken werd gebruikt om toegang te krijgen tot de toenmalige hoftuin, nu hofplaats, en werd daarom in de 14e eeuw ook cokenpoirte (keukenpoort) genoemd. De weg door de poort liep door via de voormalige Spuipoort.
Naast de poort bevindt zich een plaquette ter herdenking van 54 slachtoffers die vielen bij het Englandspiel in de Tweede Wereldoorlog.

## Afbeeldingen

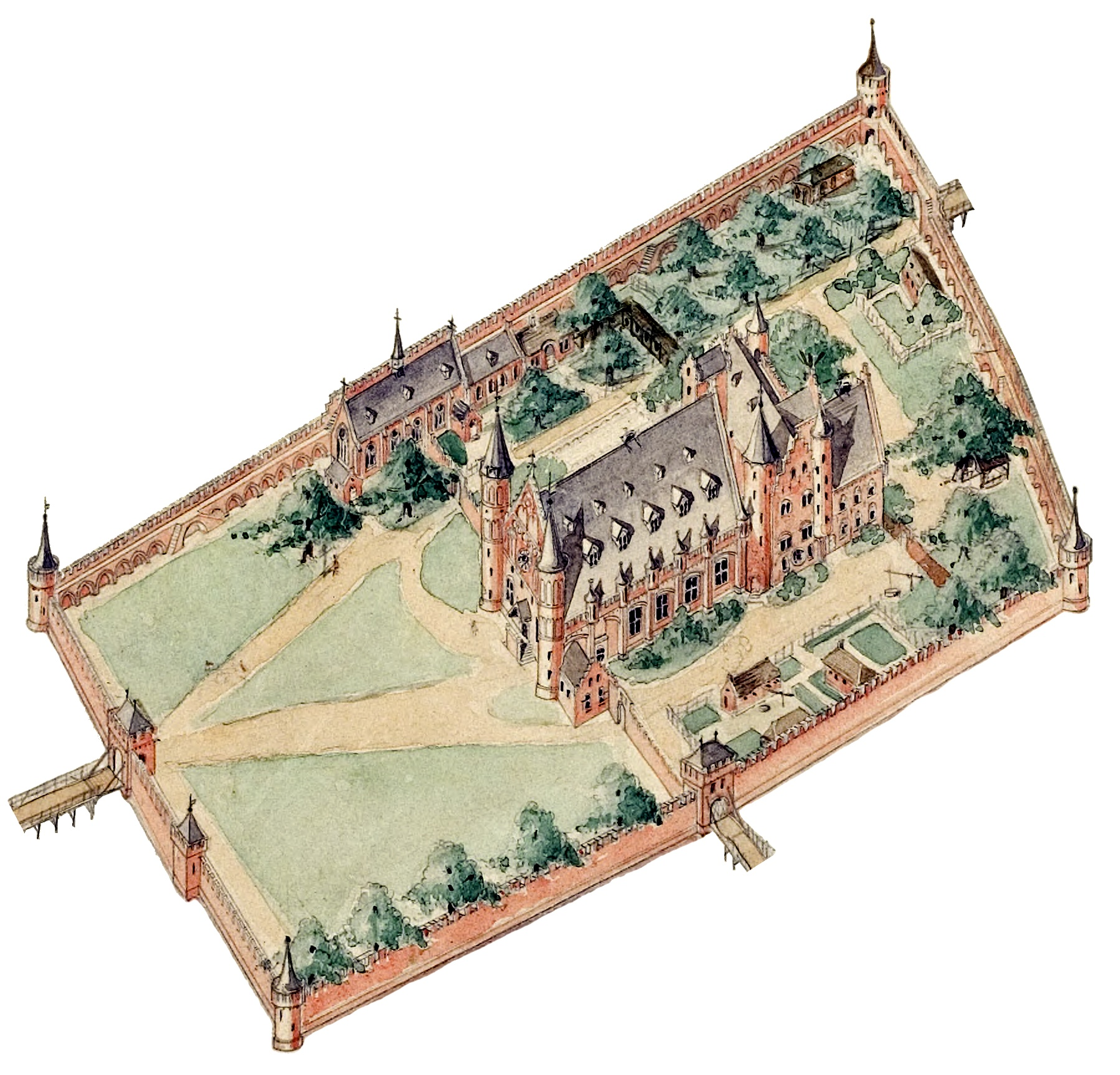
Reconstructie van Binnenhof met Hofpoort in de 13e eeuw
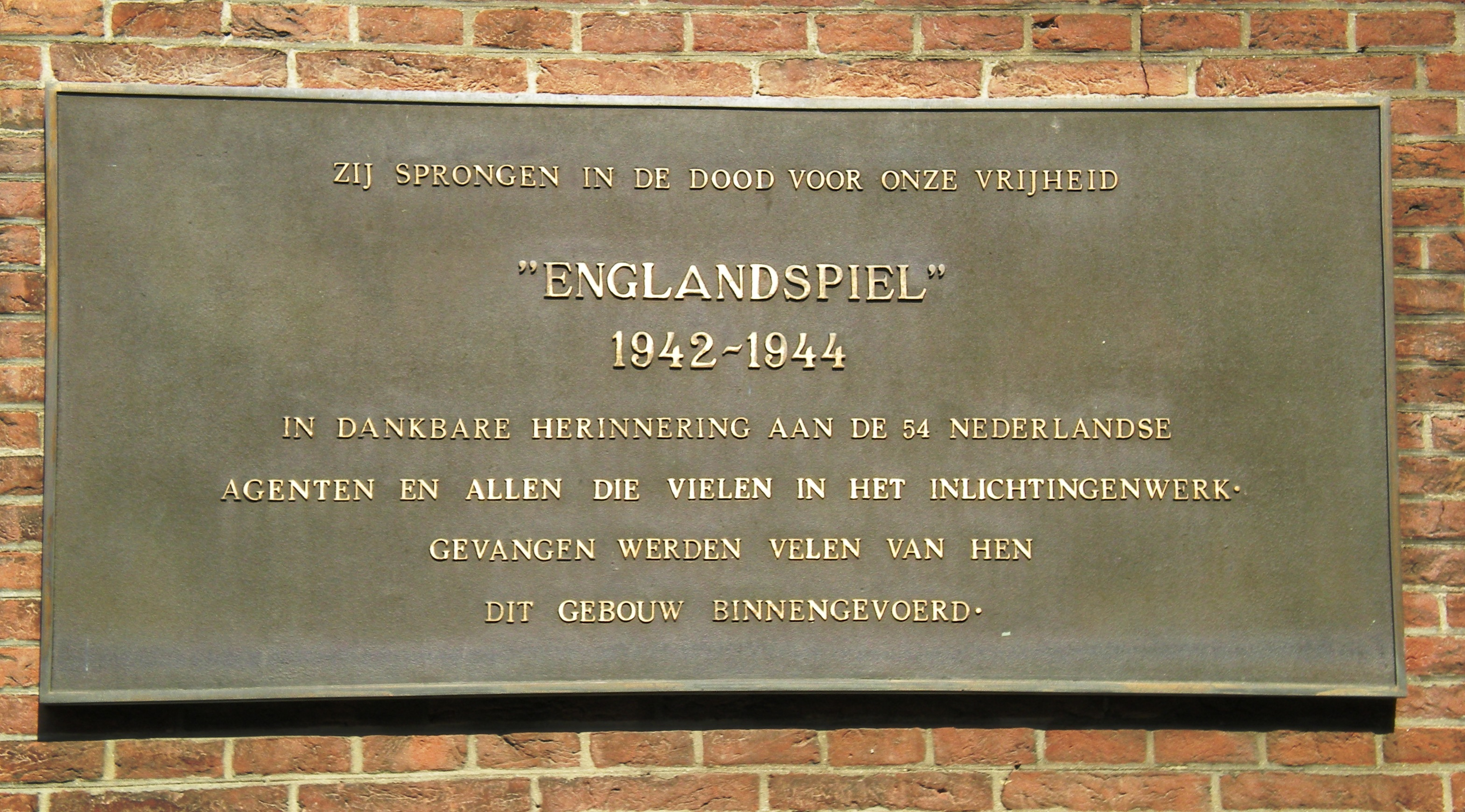
Plaquette Englandspiel
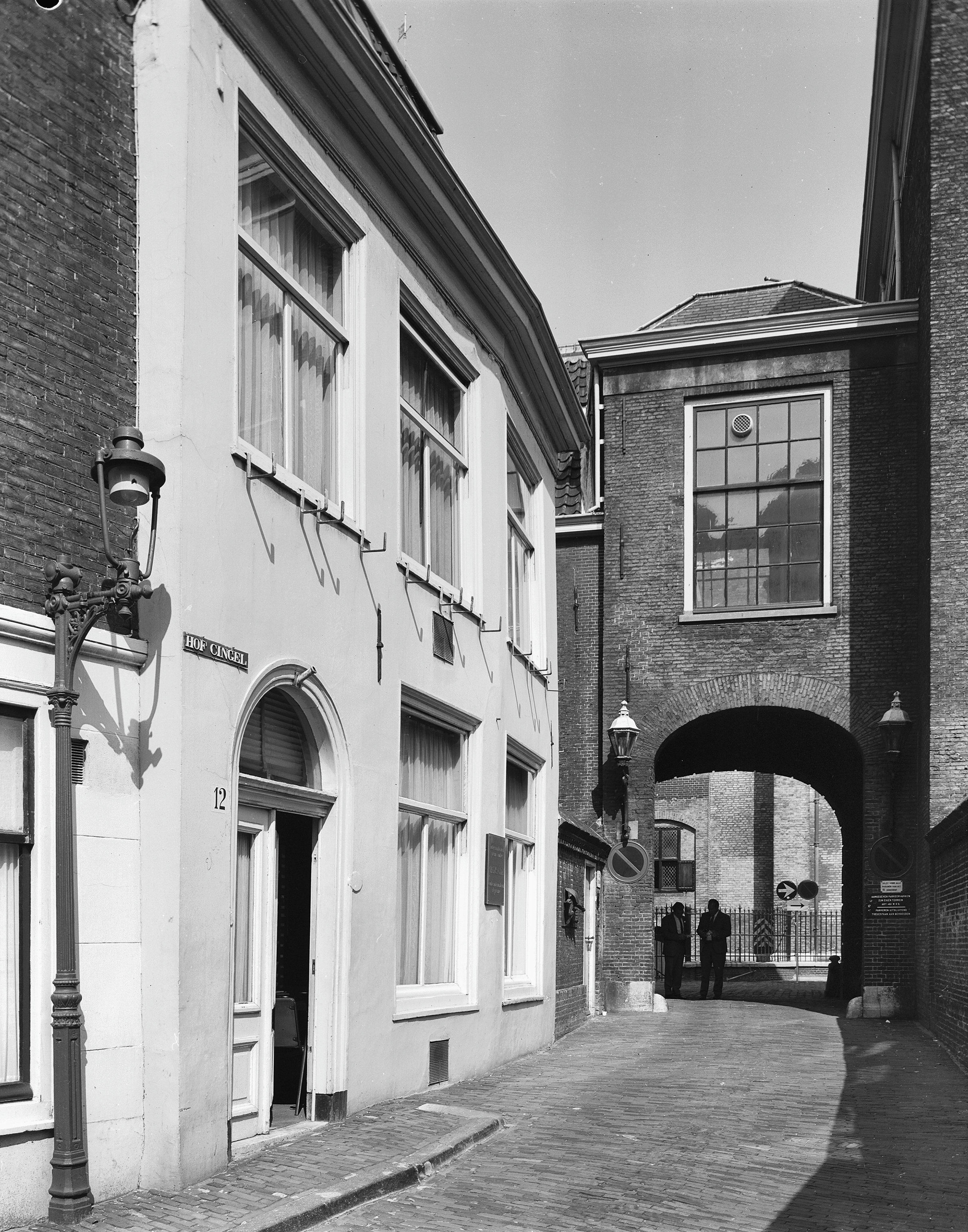
Hofplaatszijde voor de uitbreiding
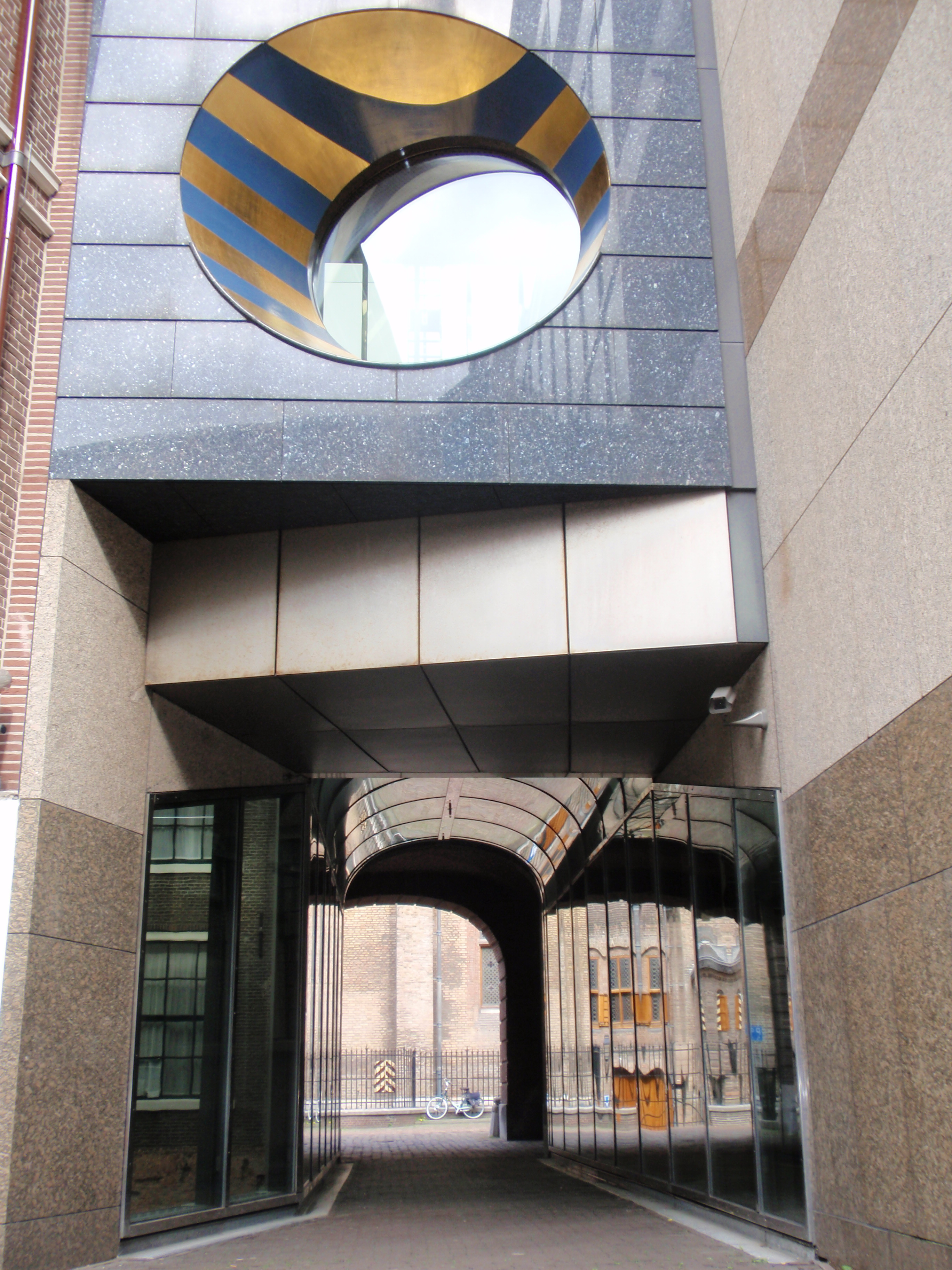
Poort aan de Hofplaatszijde, verlengd met een glazen deel
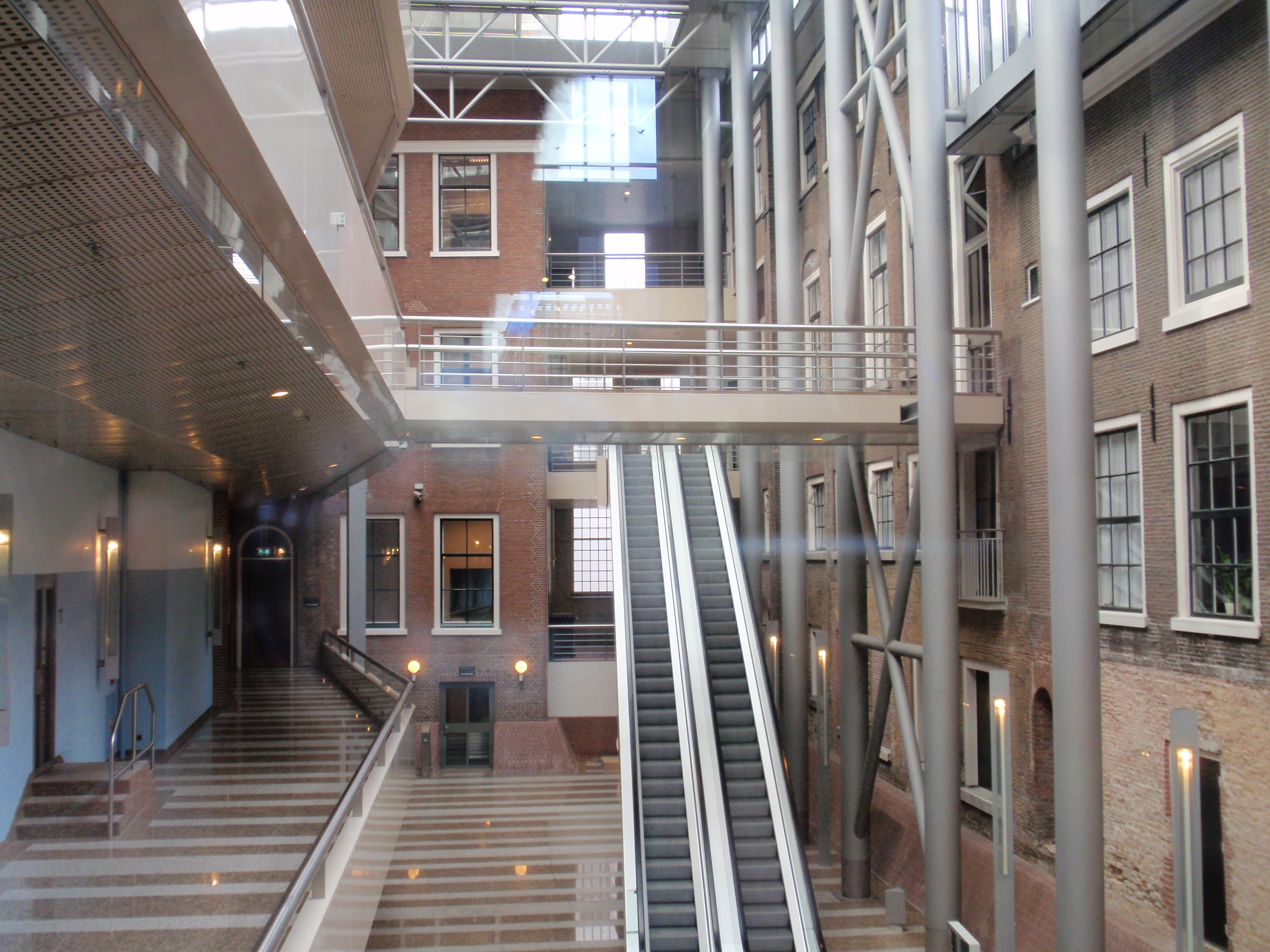
Doorkijk vanuit glazen deel naar de Schepelhal